# Toyota GT86
Toyota GT86 – samochód sportowy klasy kompaktowej produkowany pod japońską marką Toyota od 2012 roku. Od 2021 roku jest produkowana druga generacja modelu.

## Pierwsza generacja

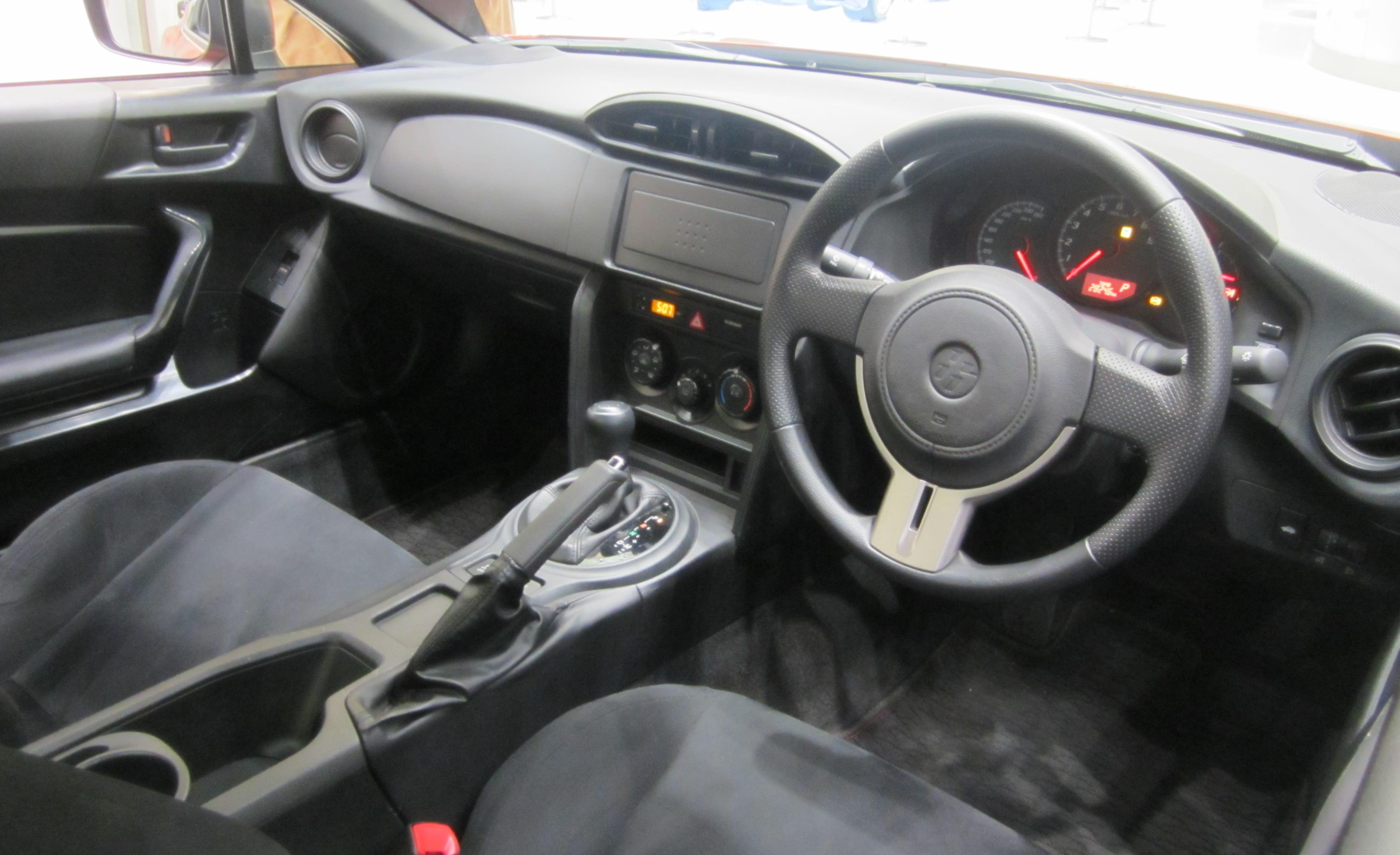
Wnętrze GT86

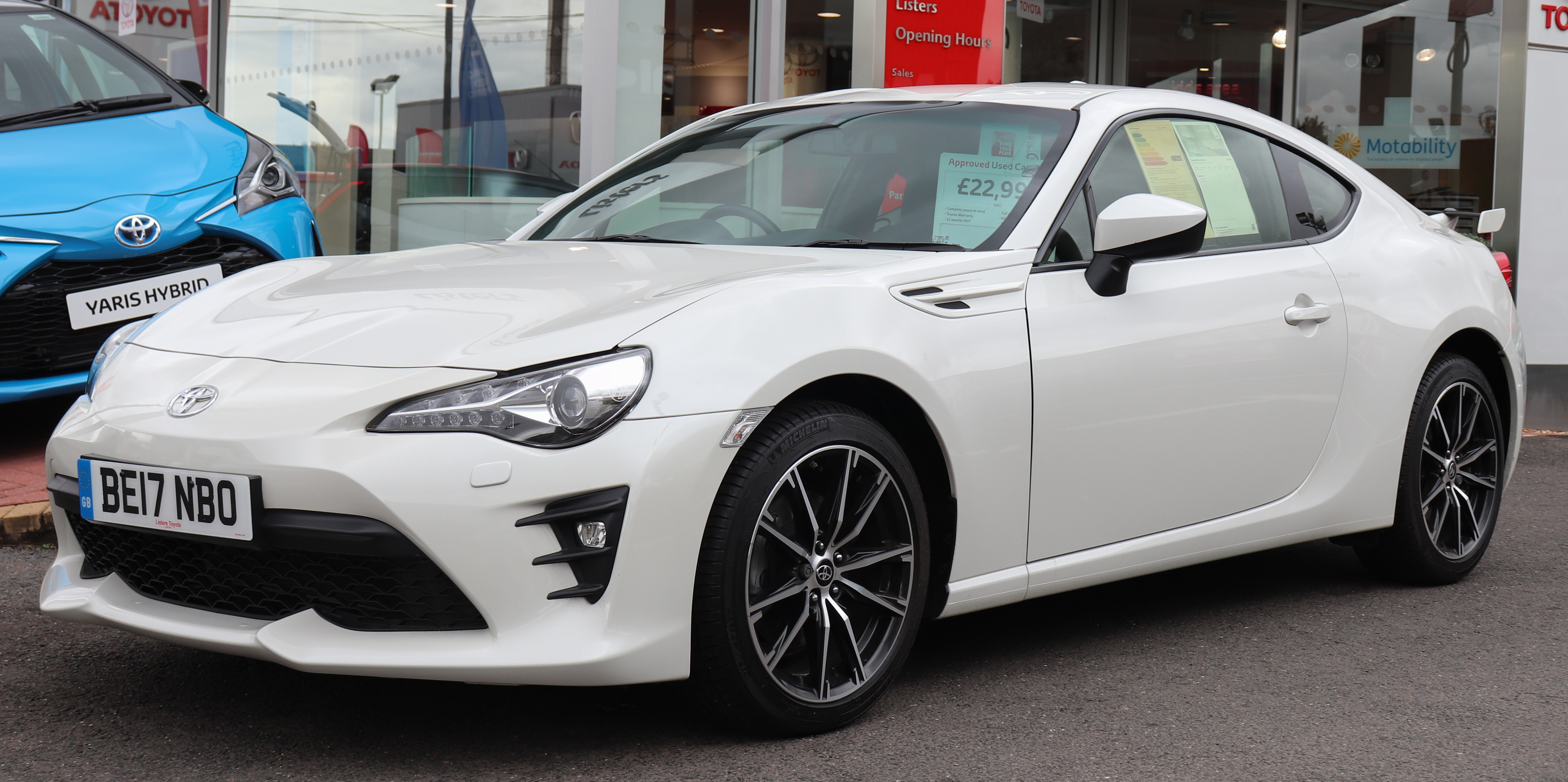
Toyota GT86 I po liftingu

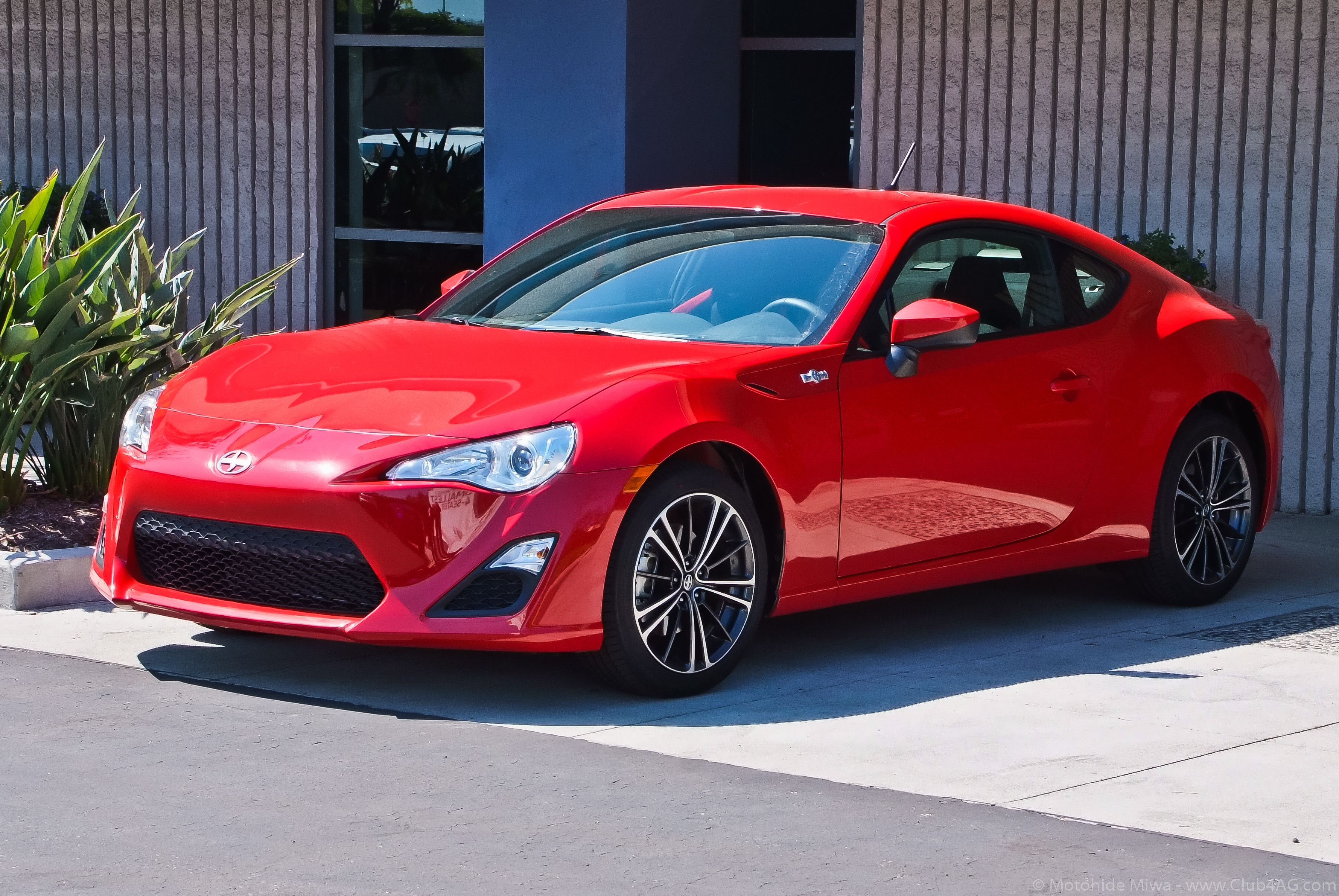
Scion FR-S

Toyota GT86 I została zaprezentowana po raz pierwszy w 2012 roku.
Samochód ma silnik 2.0 typu bokser umieszczony z przodu i napęd tylny. Wersja koncepcyjna pojazdu nazwana była Toyota FT-86. W plebiscycie na Europejski Samochód Roku 2013 wraz z Subaru BRZ model zajął 2. pozycję (za VW Golfem VII).
Kilka miesięcy po rozpoczęciu produkcji producent dodał możliwość kupienia GT86 ze specjalnym pakietem aerodynamicznym, składającym się z dużego tylnego spoilera, przeprojektowanego zderzaka oraz nowych nakładek na progi. Jak zapewnia producent, akcesoria te znacząco poprawiają docisk auta do nawierzchni.
W modelu na 2017 rok dokonano pewnych zmian, bez nazywania ich face liftingiem. Wzmocniono nadwozie dodatkowymi zgrzewami punktowymi przy słupkach oraz grubszymi elementami tylnego panelu i wsporników. Poprawiono zawieszenie, wymieniając sprężyny i montując amortyzatory marki Showa lub opcjonalnie Sachs (w pakiecie Sport).
Zmieniono nieco wygląd i aerodynamikę karoserii oraz poprawiono wnętrze. Toyota dostała również nowy wzór dziesięcioramiennych felg.

### Wersje wyposażenia
- Premium
- Prestige

Standardowo auto wyposażone jest w tylny niski spojler, lampy LED do jazdy dziennej, lampy przeciwmgielne, system bezkluczykowy, aluminiowe pedały, skórzane wykończenie dźwigni zmiany biegów i kierownicy, automatyczną dwustrefową klimatyzację, system multimedialny Toyota Touch, system stabilizacji toru jazdy VSC zawierający ABS, TRC, EBD, BA oraz system wspomagający ruszanie pod górę, mocowanie ISOFIX.

### Wersje specjalne

#### Toyota GT86 Cup Edition (2013)[4]
Edycja limitowana GT86. Wersję Cup Edition wyróżniają nowe koła i kilka drobnych elementów stylistycznych. Z wyglądu wersję specjalną od zwykłej różni lakier, który jest dostępny w trzech kolorach (czarny, biały i czerwony), oraz niewielki spojler na klapie bagażnika. W środku pasażerów otaczają głównie skóra i Alcantara, zaś numer auta wybity na aluminiowej blaszce i napis “Cup Edition” przypominają kierowcy, dlaczego jego samochód jest wyjątkowy. Do wozu Toyota dorzucano wejściówkę VIP na tor Nürburgring. Toyota GT86 Cup Edition powstała, aby uczcić przystąpienie producenta do serii wyścigowej VLN Endurance Championship. Produkcja zostanie ograniczona do zaledwie 86 sztuk.

#### Toyota GT86 TRD Special Edition
W 2019 Toyota Racing Development opracowało specjalną, limitowaną do 1 418 egzemplarzy, wersję modelu GT86 TRD Special Edition. Samochód otrzymał bardziej muskularne nadwozie, zmodyfikowany wydech, sportowe zawieszenie Sachs, hamulce Brembo i opony Pilot Sport 4. Auto polakierowano w czarnym kolorze, a w jego wnętrzu znalazły się dodatkowe czerwone akcenty.

#### Toyota GT86 Hakone
W 2020 roku zadebiutowała specjalna limitowana edycja dostępna wyłącznie na rynku amerykańskim. Nazwa specjalnej edycji pochodzi od prowadzącej przez góry o dużych nachyleniach i ostrych zakrętach drogi "Hanoke Turnpike". Wersję wyróżnia m.in.unikalny lakier Hakone Green,17-calowe koła z lekkich stopów w kolorze brązu ze skręcanymi szprychami, tylny spojler, czarne, sportowe wykończenie wnętrza, z eleganckimi przeszyciami w wielu miejscach, podgrzewane fotele pokryte skórzaną, brązowo-czarną tapicerką z wstawkami z Alcantary, jasnobrązowo-czarny, przesuwany podłokietnik. Pojazd otrzymał także dodatkowe akcesoria czyli wykładzinę podłogi bagażnika z wytłoczonym logo 86, czy także skórzaną teczkę i pokrowiec na kluczyki, także z wytłoczonym logo auta.

### Toyota GT86 w motorsporcie

#### Fabryczne wersje wyczynowe

##### Toyota GT86 CS-R3
Rajdową wersję CS-R3 opracowano w Toyota Motorsport GmbH pod kątem wymogów kategorii R3 FIA. Badania zgodności z przepisami zakończono pomyślnie w październiku 2015 r. i tym samym GT86 CS-R3 stał się pierwszym nowym samochodem rajdowym z napędem na tylną oś, który otrzymał homologację FIA w XXI wieku.
Główne różnice w stosunku do modelu standardowego obejmują zwiększenie mocy silnika z 200 do 232 KM i maksymalnego momentu obrotowego z 205 do 235 Nm, zastosowanie sześciostopniowej, sekwencyjnej skrzyni biegów Drenth i mechanizmu różnicowego o ograniczonym poślizgu, wzmocnione zawieszenie i hamulce, sportowy układ wydechowy i standardowo montowaną klatkę bezpieczeństwa. 

##### Toyota GT86 CS-Cup
CS-Cup to kolejna wersja GT86 stworzona przez Toyota Motorsport GmbH. Auto zastąpiło model CS-V3, jest lżejsze, dysponuje lepszą aerodynamiką i większym momentem obrotowym. Ma również wyczynową, 6-stopniową skrzynię biegów, która pozwala na zmianę przełożeń bez ujmowania gazu.

##### Toyota GT86 CS-V3
Wprowadzona przez Toyota Motorsport GmbH w sierpniu 2012 wersja torowa, opracowana specjalnie z myślą o startach w klasie V3 wyścigów Nürburgring 24 Hours.

#### Toyota GT86 w driftingu
Tylnonapędowe coupé Toyoty jest z sukcesami wykorzystywane w driftingu. W sezonie 2017 japońska marka po raz czwarty z rzędu zdobyła tytuł najlepszego producenta w amerykańskiej lidze Formula Drift. Toyotą GT86 zmodyfikowaną na potrzeby tego sportu startuje również aktualny driftingowy mistrz Polski, Jakub Przygoński.

#### Toyota FT-86 Concept
Prototyp Toyoty GT86 – model FT-86 zadebiutował na Tokyo Motor Show 2009. Model FT-86 Concept został zaprojektowany w europejskim studiu Toyoty ED2 mieszczącym się w Nicei. Styliści auta inspirowali się stylizacją prototypu Toyoty FT-HS, który zadebiutował na targach Detroit Auto Show 2007.

#### Osiągi
- Pojemność silnika: 1998 cm3
- Typ i układ silnika: Silnik w układzie Bokser, 4 cylindry, 16V, benzynowy
- Wtrysk paliwa: wielopunktowy pośredni i bezpośredni
- Moc maksymalna: 147 kW (200 KM) przy 7000 obr./min
- Maksymalny moment obrotowy: 205 Nm przy 6400-6600 obr./min
- Prędkość maksymalna: 226 km/h
- Przyspieszenie od 0 do 100 km/h: manualna skrzynia biegów: 7,6 s; automatyczna skrzynia biegów: 8,2 s
- Średnie zużycie paliwa: 7,1 l/100 km
- Emisja CO2: 170 g/km
- Norma emisji spalin: Euro 5
- Paliwo: Benzyna bezołowiowa 98 oktanowa
- Rozmiar opon: 215/45 R17 87V
- Współczynnik oporu powietrza: Cx = 0,27

## Druga generacja

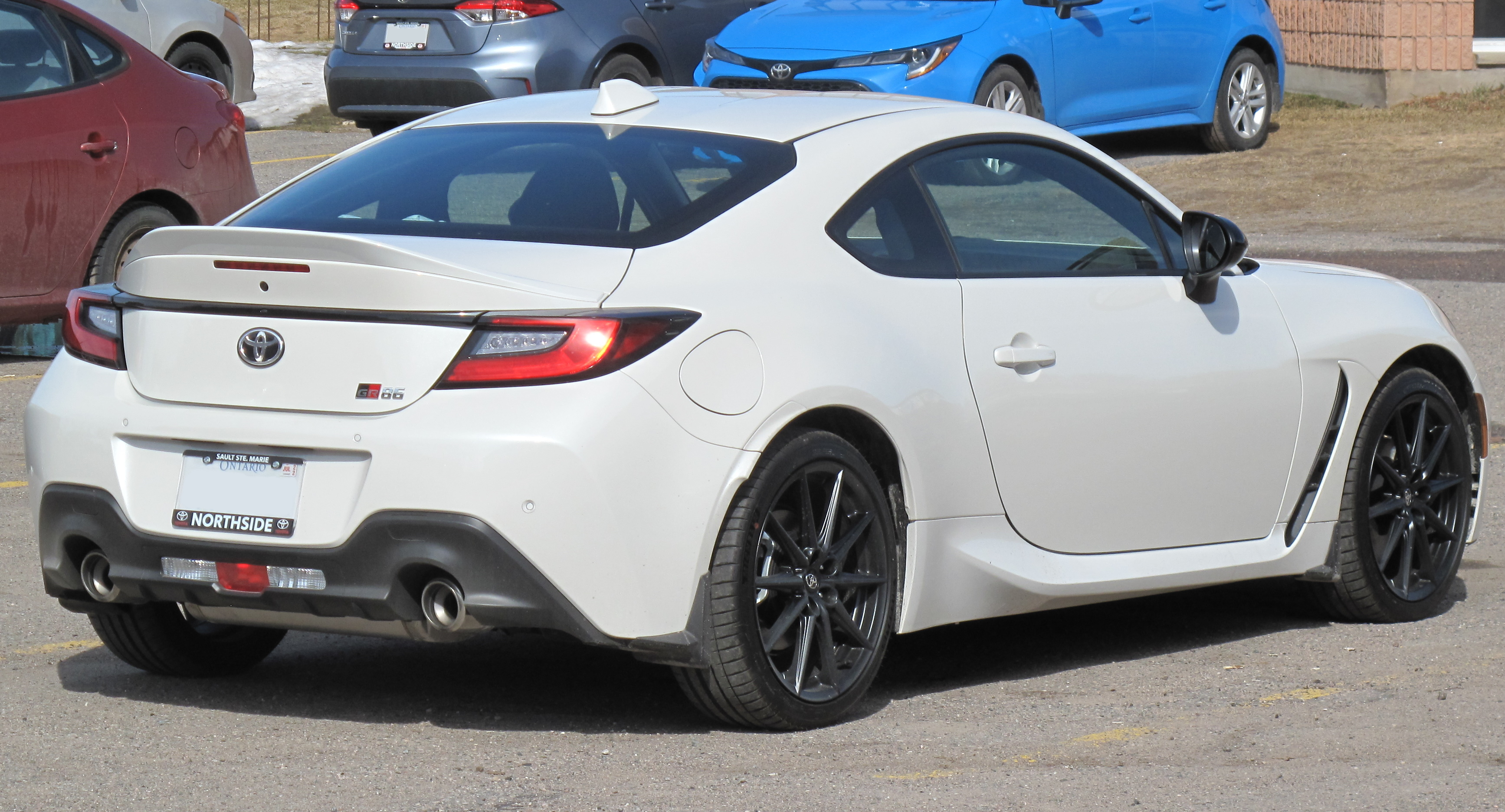
Toyota GT86 II - tył

Toyota GT86 II została zaprezentowana po raz pierwszy w kwietniu 2021 roku. Samochód też jest dostępny pod nazwą GR86. 